# Olympische Jugend-Winterspiele 2020/Teilnehmer (Südkorea)
| Gelbes Symbol für Goldmedaillen mit stilisierten Olympischen Ringen | Graues Symbol für Silbermedaillen mit stilisierten Olympischen Ringen | Braundes Symbol für Bronzemedaillen mit stilisierten Olympischen Ringen |
| ------------------------------------------------------------------- | --------------------------------------------------------------------- | ----------------------------------------------------------------------- |
| 5                                                                   | 3                                                                     | —                                                                       |

Südkorea nahm an den Olympischen Jugend-Winterspielen 2020 im Schweizerischen Lausanne mit 40 Athleten (22 Jungen und 18 Mädchen) in 13 Sportarten teil.

## Medaillen

### Medaillenspiegel
| Rang   | Sportart     | Gold | Silber | Bronze | Gesamt |
| ------ | ------------ | ---- | ------ | ------ | ------ |
| 1      | Shorttrack   | 4    | 3      | —      | 7      |
| 2      | Eiskunstlauf | 1    | —      | —      | 1      |
| Gesamt | Gesamt       | 5    | 3      | 0      | 8      |

### Medaillengewinner
| Name/n          | Sportart     | Wettkampf           |
| --------------- | ------------ | ------------------- |
| Gold            |              |                     |
| You Young       | Eiskunstlauf | Einzel Mädchen      |
| Jang Sung-woo   | Shorttrack   | 1000 m Jungen       |
| Seo Whi-min     | Shorttrack   | 500 m Mädchen       |
| Seo Whi-min     | Shorttrack   | 1000 m Mädchen      |
| Lee Jeong-min   | Shorttrack   | 500 m Jungen        |
| Kim Chan-seo 1  | Shorttrack   | Teamstaffel         |
| Shin Seo-yoon 1 | Eishockey    | 3×3 Turnier Mädchen |
| Silber          |              |                     |
| Jang Sung-woo   | Shorttrack   | 500 m Jungen        |
| Lee Jeong-min   | Shorttrack   | 1000 m Jungen       |
| Kim Chan-seo    | Shorttrack   | 1000 m Mädchen      |
| Jang Sung-woo 1 | Shorttrack   | Teamstaffel         |
| Bronze          |              |                     |
| Seo Whi-min 1   | Shorttrack   | Teamstaffel         |

## Teilnehmer nach Sportarten

### Biathlon
| Athleten                   | Wettbewerbe          | Zeit        | Fehler       | Rang |
| -------------------------- | -------------------- | ----------- | ------------ | ---- |
| Jungen                     |                      |             |              |      |
| Cheon Yun-pil              | 7,5 km Sprint        | 23:33,5 min | 4 (2+2)      | 71   |
| Cheon Yun-pil              | 12 km Einzel         | 44:24,7 min | 10 (3+3+2+2) | 86   |
| Mädchen                    |                      |             |              |      |
| Choi Yoo-nah               | 6 km Sprint          | 21:53,8 min | 2 (1+1)      | 64   |
| Choi Yoo-nah               | 10 km Einzel         | 39:07,2 min | 4 (1+2+0+1)  | 48   |
| Mixed                      |                      |             |              |      |
| Cheon Yun-pil Choi Yoo-nah | Single Mixed-Staffel | 50:41,1 min | 3+8 1+10     | 25   |

### Bob
| Athlet        | Wettbewerb | Lauf 1      | Lauf 1 | Lauf 2      | Lauf 2 | Gesamt      | Gesamt |
| Athlet        | Wettbewerb | Zeit        | Rang   | Zeit        | Rang   | Zeit        | Rang   |
| ------------- | ---------- | ----------- | ------ | ----------- | ------ | ----------- | ------ |
| Jungen        |            |             |        |             |        |             |        |
| Kim Ji-min    | Monobob    | 1:13,66 min | 7      | 1:12,87 min | 7      | 2:26,53 min | 6      |
| Mädchen       |            |             |        |             |        |             |        |
| Joo Hyeon-gon | Monobob    | 1:15,25 min | 12     | 1:14,73 min | 9      | 2:29,98 min | 9      |

### Curling
| Wettbewerb    | Mixed-Team                                                  |
| ------------- | ----------------------------------------------------------- |
| Athleten      | Park Sang-woo Park You-been Moon Si-woo Kim Ji-yoon         |
| Vorrunde      | Estland 15:3 Russland 2:9 Kanada 3:6 Polen 5:3 Spanien 10:2 |
| Viertelfinale | ausgeschieden                                               |
| Halbfinale    | ausgeschieden                                               |
| Finale        | ausgeschieden                                               |
| Platzierung   | 12                                                          |

Im Mixed-Doppel, kam der Partner immer aus einem anderen Land, somit spielten nur gemischte Mannschaften in diesem Wettbewerb mit.
| Athleten                            | Wettbewerb   | 1. Runde                                 | 1. Runde | 2. Runde                       | 2. Runde      | 3. Runde      | 3. Runde      | 4. Runde      | 4. Runde      | Halbfinale    | Halbfinale    | Finale/Platz 3 | Finale/Platz 3 | Rang |
| Athleten                            | Wettbewerb   | Gegner                                   | Erg      | Gegner                         | Erg           | Gegner        | Erg           | Gegner        | Erg           | Gegner        | Erg           | Gegner         | Erg            | Rang |
| ----------------------------------- | ------------ | ---------------------------------------- | -------- | ------------------------------ | ------------- | ------------- | ------------- | ------------- | ------------- | ------------- | ------------- | -------------- | -------------- | ---- |
| Mixed                               |              |                                          |          |                                |               |               |               |               |               |               |               |                |                |      |
| Zuzana Pražáková Mooin Si-woo       | Mixed Doppel | Mina Kobayashi Leo Tuaz                  | 5:6      | ausgeschieden                  | ausgeschieden | ausgeschieden | ausgeschieden | ausgeschieden | ausgeschieden | ausgeschieden | ausgeschieden | ausgeschieden  | ausgeschieden  | 25   |
| Park You-been Robert Kamiński       | Mixed Doppel | Alina Tschumakow Francesco De Zanna      | 8:7      | Robyn Mitchell František Jiral | 5:6           | ausgeschieden | ausgeschieden | ausgeschieden | ausgeschieden | ausgeschieden | ausgeschieden | ausgeschieden  | ausgeschieden  | 13   |
| İfayet Şafak Çalıkuşu Park Sang-woo | Mixed Doppel | Walerija Denissenko Eduards Seļiverstovs | 3:10     | ausgeschieden                  | ausgeschieden | ausgeschieden | ausgeschieden | ausgeschieden | ausgeschieden | ausgeschieden | ausgeschieden | ausgeschieden  | ausgeschieden  | 25   |
| Kim Ji-yoon Jonathan Vilandt        | Mixed Doppel | Liza Gregori Maximilian Winz             | 3:7      | ausgeschieden                  | ausgeschieden | ausgeschieden | ausgeschieden | ausgeschieden | ausgeschieden | ausgeschieden | ausgeschieden | ausgeschieden  | ausgeschieden  | 25   |

### Eishockey
Im 3×3 Eishockey spielten die Athleten in gemischten Mannschaften.
| Mannschaft    | Athleten | Vorrunde       | Vorrunde  | Halbfinale    | Halbfinale    | Finale/Spiel um Bronze | Finale/Spiel um Bronze | Rang |
| Mannschaft    | Athleten | Gegner         | Ergebnis  | Gegner        | Ergebnis      | Gegner                 | Ergebnis               | Rang |
| ------------- | --- | -------------- | --------- | ------------- | ------------- | ---------------------- | ---------------------- | ---- |
| Jungen        | |                |           |               |               |                        |                        |      |
| _ Team Blau   | Chen Chih-yuan Jakub Trzebunia Caleb Chapman Ziya Efe Güçlü Hong Seung-woo Daniel Assavolyuk Joris Valčiukas Riley Langille Cater Hamill Konrad Kudeviita Simone Terraneo Oliver Thestrup Hansen Issa Otsuka          | _ Team Grau    | 8:9       | ausgeschieden | ausgeschieden | ausgeschieden          | ausgeschieden          | 8    |
| _ Team Blau   | Chen Chih-yuan Jakub Trzebunia Caleb Chapman Ziya Efe Güçlü Hong Seung-woo Daniel Assavolyuk Joris Valčiukas Riley Langille Cater Hamill Konrad Kudeviita Simone Terraneo Oliver Thestrup Hansen Issa Otsuka          | _ Team Orange  | 1:12      | ausgeschieden | ausgeschieden | ausgeschieden          | ausgeschieden          | 8    |
| _ Team Blau   | Chen Chih-yuan Jakub Trzebunia Caleb Chapman Ziya Efe Güçlü Hong Seung-woo Daniel Assavolyuk Joris Valčiukas Riley Langille Cater Hamill Konrad Kudeviita Simone Terraneo Oliver Thestrup Hansen Issa Otsuka          | _ Team Schwarz | 8:14      | ausgeschieden | ausgeschieden | ausgeschieden          | ausgeschieden          | 8    |
| _ Team Blau   | Chen Chih-yuan Jakub Trzebunia Caleb Chapman Ziya Efe Güçlü Hong Seung-woo Daniel Assavolyuk Joris Valčiukas Riley Langille Cater Hamill Konrad Kudeviita Simone Terraneo Oliver Thestrup Hansen Issa Otsuka          | _ Team Grün    | 6:11      | ausgeschieden | ausgeschieden | ausgeschieden          | ausgeschieden          | 8    |
| _ Team Blau   | Chen Chih-yuan Jakub Trzebunia Caleb Chapman Ziya Efe Güçlü Hong Seung-woo Daniel Assavolyuk Joris Valčiukas Riley Langille Cater Hamill Konrad Kudeviita Simone Terraneo Oliver Thestrup Hansen Issa Otsuka          | _ Team Gelb    | 8:13      | ausgeschieden | ausgeschieden | ausgeschieden          | ausgeschieden          | 8    |
| _ Team Blau   | Chen Chih-yuan Jakub Trzebunia Caleb Chapman Ziya Efe Güçlü Hong Seung-woo Daniel Assavolyuk Joris Valčiukas Riley Langille Cater Hamill Konrad Kudeviita Simone Terraneo Oliver Thestrup Hansen Issa Otsuka          | _ Team Braun   | 2:14      | ausgeschieden | ausgeschieden | ausgeschieden          | ausgeschieden          | 8    |
| _ Team Blau   | Chen Chih-yuan Jakub Trzebunia Caleb Chapman Ziya Efe Güçlü Hong Seung-woo Daniel Assavolyuk Joris Valčiukas Riley Langille Cater Hamill Konrad Kudeviita Simone Terraneo Oliver Thestrup Hansen Issa Otsuka          | _ Team Rot     | 11:18     | ausgeschieden | ausgeschieden | ausgeschieden          | ausgeschieden          | 8    |
| _ Team Grau   | Thawab Al-Subaey Alejandro Resendiz Nowruz Baýhanow Gosei Daikuhara Timofei Katkow Pablo Mata Sohn Hyun Patrik Melicher Jan Billa Nino Tomow Boldizsár Szalay Lukas Svedin Alexei Baidek                              | _ Team Blau    | 9:8       | ausgeschieden | ausgeschieden | ausgeschieden          | ausgeschieden          | 5    |
| _ Team Grau   | Thawab Al-Subaey Alejandro Resendiz Nowruz Baýhanow Gosei Daikuhara Timofei Katkow Pablo Mata Sohn Hyun Patrik Melicher Jan Billa Nino Tomow Boldizsár Szalay Lukas Svedin Alexei Baidek                              | _ Team Gelb    | 11:8      | ausgeschieden | ausgeschieden | ausgeschieden          | ausgeschieden          | 5    |
| _ Team Grau   | Thawab Al-Subaey Alejandro Resendiz Nowruz Baýhanow Gosei Daikuhara Timofei Katkow Pablo Mata Sohn Hyun Patrik Melicher Jan Billa Nino Tomow Boldizsár Szalay Lukas Svedin Alexei Baidek                              | _ Team Braun   | 6:16      | ausgeschieden | ausgeschieden | ausgeschieden          | ausgeschieden          | 5    |
| _ Team Grau   | Thawab Al-Subaey Alejandro Resendiz Nowruz Baýhanow Gosei Daikuhara Timofei Katkow Pablo Mata Sohn Hyun Patrik Melicher Jan Billa Nino Tomow Boldizsár Szalay Lukas Svedin Alexei Baidek                              | _ Team Rot     | 13:9      | ausgeschieden | ausgeschieden | ausgeschieden          | ausgeschieden          | 5    |
| _ Team Grau   | Thawab Al-Subaey Alejandro Resendiz Nowruz Baýhanow Gosei Daikuhara Timofei Katkow Pablo Mata Sohn Hyun Patrik Melicher Jan Billa Nino Tomow Boldizsár Szalay Lukas Svedin Alexei Baidek                              | _ Team Grün    | 6:14      | ausgeschieden | ausgeschieden | ausgeschieden          | ausgeschieden          | 5    |
| _ Team Grau   | Thawab Al-Subaey Alejandro Resendiz Nowruz Baýhanow Gosei Daikuhara Timofei Katkow Pablo Mata Sohn Hyun Patrik Melicher Jan Billa Nino Tomow Boldizsár Szalay Lukas Svedin Alexei Baidek                              | _ Team Schwarz | 8:16      | ausgeschieden | ausgeschieden | ausgeschieden          | ausgeschieden          | 5    |
| _ Team Grau   | Thawab Al-Subaey Alejandro Resendiz Nowruz Baýhanow Gosei Daikuhara Timofei Katkow Pablo Mata Sohn Hyun Patrik Melicher Jan Billa Nino Tomow Boldizsár Szalay Lukas Svedin Alexei Baidek                              | _ Team Orange  | 5:2       | ausgeschieden | ausgeschieden | ausgeschieden          | ausgeschieden          | 5    |
| _ Team Orange | Matthew Hamnett Jakub Michalski Diego Rodríguez Tomoyoshi Yuki Nicolò Remolato Jack Lewis Kim Sang-yeob Jonas Dobnig Roman Kechter Márk Weidemann Leni Michellod Iwan Nowoschilow Jan Schostak                        | _ Team Rot     | 8:6       | ausgeschieden | ausgeschieden | ausgeschieden          | ausgeschieden          | 6    |
| _ Team Orange | Matthew Hamnett Jakub Michalski Diego Rodríguez Tomoyoshi Yuki Nicolò Remolato Jack Lewis Kim Sang-yeob Jonas Dobnig Roman Kechter Márk Weidemann Leni Michellod Iwan Nowoschilow Jan Schostak                        | _ Team Blau    | 12:1      | ausgeschieden | ausgeschieden | ausgeschieden          | ausgeschieden          | 6    |
| _ Team Orange | Matthew Hamnett Jakub Michalski Diego Rodríguez Tomoyoshi Yuki Nicolò Remolato Jack Lewis Kim Sang-yeob Jonas Dobnig Roman Kechter Márk Weidemann Leni Michellod Iwan Nowoschilow Jan Schostak                        | _ Team Gelb    | 4:9       | ausgeschieden | ausgeschieden | ausgeschieden          | ausgeschieden          | 6    |
| _ Team Orange | Matthew Hamnett Jakub Michalski Diego Rodríguez Tomoyoshi Yuki Nicolò Remolato Jack Lewis Kim Sang-yeob Jonas Dobnig Roman Kechter Márk Weidemann Leni Michellod Iwan Nowoschilow Jan Schostak                        | _ Team Braun   | 10:14     | ausgeschieden | ausgeschieden | ausgeschieden          | ausgeschieden          | 6    |
| _ Team Orange | Matthew Hamnett Jakub Michalski Diego Rodríguez Tomoyoshi Yuki Nicolò Remolato Jack Lewis Kim Sang-yeob Jonas Dobnig Roman Kechter Márk Weidemann Leni Michellod Iwan Nowoschilow Jan Schostak                        | _ Team Schwarz | 14:8      | ausgeschieden | ausgeschieden | ausgeschieden          | ausgeschieden          | 6    |
| _ Team Orange | Matthew Hamnett Jakub Michalski Diego Rodríguez Tomoyoshi Yuki Nicolò Remolato Jack Lewis Kim Sang-yeob Jonas Dobnig Roman Kechter Márk Weidemann Leni Michellod Iwan Nowoschilow Jan Schostak                        | _ Team Grün    | 6:8       | ausgeschieden | ausgeschieden | ausgeschieden          | ausgeschieden          | 6    |
| _ Team Orange | Matthew Hamnett Jakub Michalski Diego Rodríguez Tomoyoshi Yuki Nicolò Remolato Jack Lewis Kim Sang-yeob Jonas Dobnig Roman Kechter Márk Weidemann Leni Michellod Iwan Nowoschilow Jan Schostak                        | _ Team Grau    | 2:5       | ausgeschieden | ausgeschieden | ausgeschieden          | ausgeschieden          | 6    |
| Mädchen       | |                |           |               |               |                        |                        |      |
| _ Team Gelb   | Anke Steeno Eva Aizpurua Ludmilla Bourcet Elisa Innocenti Katya Blong Iris van Houten Zuzana Trnková Luisa Wilson Shin Seo-yoon Leonie Böttcher Nora Pollestad Nubya Aeschlimann Magdalena Luggin                     | _ Team Grün    | 5:10      | _ Team Blau   | 7:5           | _ Team Schwarz         | 6:1                    | Gold |
| _ Team Gelb   | Anke Steeno Eva Aizpurua Ludmilla Bourcet Elisa Innocenti Katya Blong Iris van Houten Zuzana Trnková Luisa Wilson Shin Seo-yoon Leonie Böttcher Nora Pollestad Nubya Aeschlimann Magdalena Luggin                     | _ Team Grau    | 8:11      | _ Team Blau   | 7:5           | _ Team Schwarz         | 6:1                    | Gold |
| _ Team Gelb   | Anke Steeno Eva Aizpurua Ludmilla Bourcet Elisa Innocenti Katya Blong Iris van Houten Zuzana Trnková Luisa Wilson Shin Seo-yoon Leonie Böttcher Nora Pollestad Nubya Aeschlimann Magdalena Luggin                     | _ Team Orange  | 9:4       | _ Team Blau   | 7:5           | _ Team Schwarz         | 6:1                    | Gold |
| _ Team Gelb   | Anke Steeno Eva Aizpurua Ludmilla Bourcet Elisa Innocenti Katya Blong Iris van Houten Zuzana Trnková Luisa Wilson Shin Seo-yoon Leonie Böttcher Nora Pollestad Nubya Aeschlimann Magdalena Luggin                     | _ Team Schwarz | 7:19      | _ Team Blau   | 7:5           | _ Team Schwarz         | 6:1                    | Gold |
| _ Team Gelb   | Anke Steeno Eva Aizpurua Ludmilla Bourcet Elisa Innocenti Katya Blong Iris van Houten Zuzana Trnková Luisa Wilson Shin Seo-yoon Leonie Böttcher Nora Pollestad Nubya Aeschlimann Magdalena Luggin                     | _ Team Blau    | 13:8      | _ Team Blau   | 7:5           | _ Team Schwarz         | 6:1                    | Gold |
| _ Team Gelb   | Anke Steeno Eva Aizpurua Ludmilla Bourcet Elisa Innocenti Katya Blong Iris van Houten Zuzana Trnková Luisa Wilson Shin Seo-yoon Leonie Böttcher Nora Pollestad Nubya Aeschlimann Magdalena Luggin                     | _ Team Rot     | 13:15     | _ Team Blau   | 7:5           | _ Team Schwarz         | 6:1                    | Gold |
| _ Team Gelb   | Anke Steeno Eva Aizpurua Ludmilla Bourcet Elisa Innocenti Katya Blong Iris van Houten Zuzana Trnková Luisa Wilson Shin Seo-yoon Leonie Böttcher Nora Pollestad Nubya Aeschlimann Magdalena Luggin                     | _ Team Braun   | 6:8       | _ Team Blau   | 7:5           | _ Team Schwarz         | 6:1                    | Gold |
| _ Team Grau   | Siria Dore Valentina Vrhoci Lina Meijer Emilia Munteanu Ilary Larese De Pasqua Zhang Shuqi Markéta Mazancová Jekaterina Dawletschina Ebony Brunt Lee Eun-ji Dorottya Gengeliczky Sofie van Dueren Jeļizaveta Stadņika | _ Team Blau    | 9:8       | ausgeschieden | ausgeschieden | ausgeschieden          | ausgeschieden          | 6    |
| _ Team Grau   | Siria Dore Valentina Vrhoci Lina Meijer Emilia Munteanu Ilary Larese De Pasqua Zhang Shuqi Markéta Mazancová Jekaterina Dawletschina Ebony Brunt Lee Eun-ji Dorottya Gengeliczky Sofie van Dueren Jeļizaveta Stadņika | _ Team Gelb    | 11:8      | ausgeschieden | ausgeschieden | ausgeschieden          | ausgeschieden          | 6    |
| _ Team Grau   | Siria Dore Valentina Vrhoci Lina Meijer Emilia Munteanu Ilary Larese De Pasqua Zhang Shuqi Markéta Mazancová Jekaterina Dawletschina Ebony Brunt Lee Eun-ji Dorottya Gengeliczky Sofie van Dueren Jeļizaveta Stadņika | _ Team Braun   | 6:16      | ausgeschieden | ausgeschieden | ausgeschieden          | ausgeschieden          | 6    |
| _ Team Grau   | Siria Dore Valentina Vrhoci Lina Meijer Emilia Munteanu Ilary Larese De Pasqua Zhang Shuqi Markéta Mazancová Jekaterina Dawletschina Ebony Brunt Lee Eun-ji Dorottya Gengeliczky Sofie van Dueren Jeļizaveta Stadņika | _ Team Rot     | 13:9      | ausgeschieden | ausgeschieden | ausgeschieden          | ausgeschieden          | 6    |
| _ Team Grau   | Siria Dore Valentina Vrhoci Lina Meijer Emilia Munteanu Ilary Larese De Pasqua Zhang Shuqi Markéta Mazancová Jekaterina Dawletschina Ebony Brunt Lee Eun-ji Dorottya Gengeliczky Sofie van Dueren Jeļizaveta Stadņika | _ Team Grün    | 6:14      | ausgeschieden | ausgeschieden | ausgeschieden          | ausgeschieden          | 6    |
| _ Team Grau   | Siria Dore Valentina Vrhoci Lina Meijer Emilia Munteanu Ilary Larese De Pasqua Zhang Shuqi Markéta Mazancová Jekaterina Dawletschina Ebony Brunt Lee Eun-ji Dorottya Gengeliczky Sofie van Dueren Jeļizaveta Stadņika | _ Team Schwarz | 8:16      | ausgeschieden | ausgeschieden | ausgeschieden          | ausgeschieden          | 6    |
| _ Team Grau   | Siria Dore Valentina Vrhoci Lina Meijer Emilia Munteanu Ilary Larese De Pasqua Zhang Shuqi Markéta Mazancová Jekaterina Dawletschina Ebony Brunt Lee Eun-ji Dorottya Gengeliczky Sofie van Dueren Jeļizaveta Stadņika | _ Team Orange  | 5:2       | ausgeschieden | ausgeschieden | ausgeschieden          | ausgeschieden          | 6    |
| _ Team Grün   | Melanie Hernández Annie Sommer Huang Chun-lin Delfina Fattore Chanel Hofverberg Emma Donovalová Agata Muraro Ruka Kiyokawa Jessie Taylor Lisa Schröfl Kang Si-hyun Barbora Dalecká Fruzsina Szabó                     | _ Team Gelb    | 10:5      | ausgeschieden | ausgeschieden | ausgeschieden          | ausgeschieden          | 5    |
| _ Team Grün   | Melanie Hernández Annie Sommer Huang Chun-lin Delfina Fattore Chanel Hofverberg Emma Donovalová Agata Muraro Ruka Kiyokawa Jessie Taylor Lisa Schröfl Kang Si-hyun Barbora Dalecká Fruzsina Szabó                     | _ Team Braun   | 8:6       | ausgeschieden | ausgeschieden | ausgeschieden          | ausgeschieden          | 5    |
| _ Team Grün   | Melanie Hernández Annie Sommer Huang Chun-lin Delfina Fattore Chanel Hofverberg Emma Donovalová Agata Muraro Ruka Kiyokawa Jessie Taylor Lisa Schröfl Kang Si-hyun Barbora Dalecká Fruzsina Szabó                     | _ Team Rot     | 9:8 n. V. | ausgeschieden | ausgeschieden | ausgeschieden          | ausgeschieden          | 5    |
| _ Team Grün   | Melanie Hernández Annie Sommer Huang Chun-lin Delfina Fattore Chanel Hofverberg Emma Donovalová Agata Muraro Ruka Kiyokawa Jessie Taylor Lisa Schröfl Kang Si-hyun Barbora Dalecká Fruzsina Szabó                     | _ Team Blau    | 11:6      | ausgeschieden | ausgeschieden | ausgeschieden          | ausgeschieden          | 5    |
| _ Team Grün   | Melanie Hernández Annie Sommer Huang Chun-lin Delfina Fattore Chanel Hofverberg Emma Donovalová Agata Muraro Ruka Kiyokawa Jessie Taylor Lisa Schröfl Kang Si-hyun Barbora Dalecká Fruzsina Szabó                     | _ Team Grau    | 14:6      | ausgeschieden | ausgeschieden | ausgeschieden          | ausgeschieden          | 5    |
| _ Team Grün   | Melanie Hernández Annie Sommer Huang Chun-lin Delfina Fattore Chanel Hofverberg Emma Donovalová Agata Muraro Ruka Kiyokawa Jessie Taylor Lisa Schröfl Kang Si-hyun Barbora Dalecká Fruzsina Szabó                     | _ Team Orange  | 8:6       | ausgeschieden | ausgeschieden | ausgeschieden          | ausgeschieden          | 5    |
| _ Team Grün   | Melanie Hernández Annie Sommer Huang Chun-lin Delfina Fattore Chanel Hofverberg Emma Donovalová Agata Muraro Ruka Kiyokawa Jessie Taylor Lisa Schröfl Kang Si-hyun Barbora Dalecká Fruzsina Szabó                     | _ Team Schwarz | 4:6       | ausgeschieden | ausgeschieden | ausgeschieden          | ausgeschieden          | 5    |
| _ Team Orange | Polina Lubenez Wang Meihe Sanne Claessens Saskia Rohregger Isabel Walberg Molly Lukowiak Yoo Seo-young Nadia Sancha Sena Hasegawa Dóra Véghelyi Emma Hofbauer Julija Wolkowa Kristina Chernova                        | _ Team Rot     | 8:6       | ausgeschieden | ausgeschieden | ausgeschieden          | ausgeschieden          | 8    |
| _ Team Orange | Polina Lubenez Wang Meihe Sanne Claessens Saskia Rohregger Isabel Walberg Molly Lukowiak Yoo Seo-young Nadia Sancha Sena Hasegawa Dóra Véghelyi Emma Hofbauer Julija Wolkowa Kristina Chernova                        | _ Team Blau    | 12:1      | ausgeschieden | ausgeschieden | ausgeschieden          | ausgeschieden          | 8    |
| _ Team Orange | Polina Lubenez Wang Meihe Sanne Claessens Saskia Rohregger Isabel Walberg Molly Lukowiak Yoo Seo-young Nadia Sancha Sena Hasegawa Dóra Véghelyi Emma Hofbauer Julija Wolkowa Kristina Chernova                        | _ Team Gelb    | 4:9       | ausgeschieden | ausgeschieden | ausgeschieden          | ausgeschieden          | 8    |
| _ Team Orange | Polina Lubenez Wang Meihe Sanne Claessens Saskia Rohregger Isabel Walberg Molly Lukowiak Yoo Seo-young Nadia Sancha Sena Hasegawa Dóra Véghelyi Emma Hofbauer Julija Wolkowa Kristina Chernova                        | _ Team Braun   | 10:14     | ausgeschieden | ausgeschieden | ausgeschieden          | ausgeschieden          | 8    |
| _ Team Orange | Polina Lubenez Wang Meihe Sanne Claessens Saskia Rohregger Isabel Walberg Molly Lukowiak Yoo Seo-young Nadia Sancha Sena Hasegawa Dóra Véghelyi Emma Hofbauer Julija Wolkowa Kristina Chernova                        | _ Team Schwarz | 14:8      | ausgeschieden | ausgeschieden | ausgeschieden          | ausgeschieden          | 8    |
| _ Team Orange | Polina Lubenez Wang Meihe Sanne Claessens Saskia Rohregger Isabel Walberg Molly Lukowiak Yoo Seo-young Nadia Sancha Sena Hasegawa Dóra Véghelyi Emma Hofbauer Julija Wolkowa Kristina Chernova                        | _ Team Grün    | 6:8       | ausgeschieden | ausgeschieden | ausgeschieden          | ausgeschieden          | 8    |
| _ Team Orange | Polina Lubenez Wang Meihe Sanne Claessens Saskia Rohregger Isabel Walberg Molly Lukowiak Yoo Seo-young Nadia Sancha Sena Hasegawa Dóra Véghelyi Emma Hofbauer Julija Wolkowa Kristina Chernova                        | _ Team Grau    | 2:5       | ausgeschieden | ausgeschieden | ausgeschieden          | ausgeschieden          | 8    |

### Eiskunstlauf
| Athleten       | Wettbewerbe | Kurzprogramm/-tanz | Kurzprogramm/-tanz | Kür/Kürtanz | Kür/Kürtanz | Gesamt | Gesamt |
| Athleten       | Wettbewerbe | Punkte             | Rang               | Punkte      | Rang        | Punkte | Rang   |
| -------------- | ----------- | ------------------ | ------------------ | ----------- | ----------- | ------ | ------ |
| Jungen         |             |                    |                    |             |             |        |        |
| Cha Young-hyun | Einzel      | 69,61              | 5                  | 129,51      | 5           | 199,12 | 5      |
| Mädchen        |             |                    |                    |             |             |        |        |
| You Young      | Einzel      | 73,51              | 1                  | 140,49      | 1           | 214,00 | Gold   |

| Athleten | Wettbewerb     | Jungen Einzel | Jungen Einzel | Mädchen Einzel | Mädchen Einzel | Paarlauf | Paarlauf | Eistanz | Eistanz  | Gesamt   | Gesamt |
| Athleten | Wettbewerb     | Punkte        | Teampkt.      | Punkte         | Teampkt.       | Punkte   | Teampkt. | Punkte  | Teampkt. | Teampkt. | Rang   |
| --- | -------------- | ------------- | ------------- | -------------- | -------------- | -------- | -------- | ------- | -------- | -------- | ------ |
| Mixed |                |               |               |                |                |          |          |         |          |          |        |
| Team Determination Cha Young-hyun Nella Pelkonen Brooke McIntosh / Brandon Toste Katarina Wolfkostin / Jeffrey Chen | Teamwettbewerb | 133,13        | 6             | 91,27          | 2              | 96,73    | 5        | 90,41   | 5        | 18       | 4      |

### Eisschnelllauf
| Athleten                                                              | Wettbewerbe | Zeit        | Rang |
| --------------------------------------------------------------------- | ----------- | ----------- | ---- |
| Jungen                                                                |             |             |      |
| Park Sang-eon                                                         | 500 m       | 38,56 s     | 15   |
| Park Sang-eon                                                         | 1500 m      | 1:57,15 min | 7    |
| Yang Suk-hoon                                                         | 500 m       | 37,66 s     | 7    |
| Yang Suk-hoon                                                         | 1500 m      | 2:04,61 min | 25   |
| Mädchen                                                               |             |             |      |
| Kang Soo-min                                                          | 500 m       | 42,99 s     | 15   |
| Kang Soo-min                                                          | 1500 m      | 2:17,28 min | 13   |
| Kim Min-hui                                                           | 500 m       | 41,60 s     | 5    |
| Kim Min-hui                                                           | 1500 m      | 2:23,48 min | 26   |
| Mixed                                                                 |             |             |      |
| Team 5 Amalie Haugland Kim Min-hui Oddbjørn Mellemstrand Jordan Stolz | Teamsprint  | DSQ         | DSQ  |
| Team 9 Serena Pergher Ilka Füzesy Yang Suk-hoon Nil Llop              | Teamsprint  | 2:06,33 min | 4    |
| Team 10 Marta Dobrowolska Yuka Takahashi Michał Kopacz Park Sang-eon  | Teamsprint  | 2:08,62 min | 10   |
| Team 15 Hanna Bíró Kang Soo-min Jewgeni Koschkin Pawel Taran          | Teamsprint  | 2:07,27 min | 6    |

| Athleten      | Wettbewerbe | Halbfinale | Halbfinale  | Halbfinale | Finale        | Finale        | Finale        | Rang          |
| Athleten      | Wettbewerbe | Punkte     | Zeit        | Rang       | Punkte        | Zeit          | Rang          | Rang          |
| ------------- | ----------- | ---------- | ----------- | ---------- | ------------- | ------------- | ------------- | ------------- |
| Jungen        |             |            |             |            |               |               |               |               |
| Park Sang-eon | Massenstart | 22         | 6:32,70 min | 2          | 0             | 6:31,18 min   | 11            | 11            |
| Yang Suk-hoon | Massenstart | 0          | 6:09,73 min | 14         | ausgeschieden | ausgeschieden | ausgeschieden | ausgeschieden |
| Mädchen       |             |            |             |            |               |               |               |               |
| Kang Soo-min  | Massenstart | 30         | 6:48,34 min | 1          | 2             | 6:51,18 min   | 6             | 6             |
| Kim Min-hui   | Massenstart | 0          | 6:21,45 min | 12         | ausgeschieden | ausgeschieden | ausgeschieden | ausgeschieden |

### Freestyle-Skiing
| Athleten     | Wettbewerbe | Qualifikation | Qualifikation | Finale        | Finale        | Rang |
| Athleten     | Wettbewerbe | Punkte        | Rang          | Punkte        | Rang          | Rang |
| ------------ | ----------- | ------------- | ------------- | ------------- | ------------- | ---- |
| Jungen       |             |               |               |               |               |      |
| Her Seong-uk | Halfpipe    | 33,00         | 13            | ausgeschieden | ausgeschieden | 13   |
| Hong Jae-won | Halfpipe    | 39,00         | 12            | ausgeschieden | ausgeschieden | 12   |

### Shorttrack
| Athlet                                                             | Wettbewerb  | Vorlauf      | Vorlauf | Viertelfinale | Viertelfinale | Halbfinale   | Halbfinale | Finale                 | Finale | Rang   |
| Athlet                                                             | Wettbewerb  | Zeit         | Rang    | Zeit          | Rang          | Zeit         | Rang       | Zeit                   | Rang   | Rang   |
| ------------------------------------------------------------------ | ----------- | ------------ | ------- | ------------- | ------------- | ------------ | ---------- | ---------------------- | ------ | ------ |
| Jungen                                                             |             |              |         |               |               |              |            |                        |        |        |
| Jang Sung-woo                                                      | 500 m       | 42,070 s     | 1       | 41,040 s      | 2             | 40,989 s     | 2          | 41,000 s               | 2      | Silber |
| Jang Sung-woo                                                      | 1000 m      | 1:27,573 min | 2       | 1:34,626 min  | 1             | 1:45,114 min | 1          | 1:33,531 min           | 1      | Gold   |
| Lee Jeong-min                                                      | 500 m       | 41,625 s     | 1       | 40,972 s      | 1             | 41,454 s     | 2          | 40,772 s               | 1      | Gold   |
| Lee Jeong-min                                                      | 1000 m      | 1:41,031 min | 1       | 1:34,714 min  | 2             | 1:45,220 min | 2          | 1:33,646 min           | 2      | Silber |
| Mädchen                                                            |             |              |         |               |               |              |            |                        |        |        |
| Kim Chan-seo                                                       | 500 m       | 45,972 s     | 1       | 45,528 s      | 2             | 44,135 s     | 3          | B-Finale: 45,327 s     | 1      | 4      |
| Kim Chan-seo                                                       | 1000 m      | 1:49,254 min | 1       | 1:59,433 min  | 3             | 1:27,833 min | 2          | 1:29,538 min           | 2      | Silber |
| Seo Whi-min                                                        | 500 m       | 44,235 s     | 1       | 43,894 s      | 1             | 43,513 s     | 1          | 43,483 s               | 1      | Gold   |
| Seo Whi-min                                                        | 1000 m      | 1:53,546 min | 1       | 1:31,586 min  | 1             | 1:27,692 min | 1          | 1:29,439 min           | 1      | Gold   |
| Mixed                                                              |             |              |         |               |               |              |            |                        |        |        |
| Team A Olivia Weedon Seo Whi-min Thomas Nadalini Ethan De Rose     | Teamstaffel | –            | –       | –             | –             | 4:15,427 min | 2          | 4:16,115 min           | 3      | Bronze |
| Team B Kim Chan-seo Diede van Oorschot Shōgo Miyata Jonathan So    | Teamstaffel | –            | –       | –             | –             | 4:11,095 min | 1          | 4:12,378 min           | 1      | Gold   |
| Team G Julija Beresnewa Chang Hui Jang Sung-woo Gabriel Volet      | Teamstaffel | –            | –       | –             | –             | 4:11,042 min | 1          | 4:12,972 min           | 2      | Silber |
| Team H Zhang Chutong Hailey Choi Lee Jeong-min Natthapat Kancharin | Teamstaffel | –            | –       | –             | –             | 4:31,666 min | 4          | B-Finale: 4:15,234 min | 2      | 5      |

### Skeleton
| Athlet       | Lauf 1      | Lauf 1 | Lauf 2      | Lauf 2 | Gesamt      | Gesamt |
| Athlet       | Zeit        | Rang   | Zeit        | Rang   | Zeit        | Rang   |
| ------------ | ----------- | ------ | ----------- | ------ | ----------- | ------ |
| Jungen       |             |        |             |        |             |        |
| Lee Seo-hyuk | 1:10,37 min | 6      | 1:10,68 min | 9      | 2:21,05 min | 7      |

### Ski Alpin
| Athleten   | Wettbewerbe  | 1. Lauf     | 1. Lauf | 2. Lauf     | 2. Lauf | Gesamt      | Gesamt |
| Athleten   | Wettbewerbe  | Zeit        | Rang    | Zeit        | Rang    | Zeit        | Rang   |
| ---------- | ------------ | ----------- | ------- | ----------- | ------- | ----------- | ------ |
| Jungen     |              |             |         |             |         |             |        |
| Kim Si-won | Riesenslalom | 1:08,30 min | 32      | 1:09,56 min | 30      | 2:17,86 min | 28     |
| Kim Si-won | Slalom       | DNF         | DNF     | DNF         | DNF     | DNF         | DNF    |
| Kim Si-won | Super-G      | –           | –       | –           | –       | 1:01,96 min | 53     |
| Kim Si-won | Kombination  | 1:01,96 min | 53      | 37,09 s     | 31      | 1:39,05 min | 32     |
| Mädchen    |              |             |         |             |         |             |        |
| Lee Ha-eun | Riesenslalom | 1:11,17 min | 38      | 1:08,02 min | 23      | 2:19,19 min | 23     |
| Lee Ha-eun | Slalom       | DNF         | DNF     | DNF         | DNF     | DNF         | DNF    |
| Lee Ha-eun | Super-G      | –           | –       | –           | –       | 1:01,96 min | 53     |
| Lee Ha-eun | Kombination  | 1:01,61 min | 39      | DNF         | DNF     | DNF         | DNF    |

### Skibergsteigen
| Athleten     | Wettbewerbe | Qualifikation | Qualifikation | Viertelfinale | Viertelfinale | Halbfinale    | Halbfinale    | Finale        | Finale        | Rang |
| Athleten     | Wettbewerbe | Zeit          | Rang          | Zeit          | Rang          | Zeit          | Rang          | Zeit          | Rang          | Rang |
| ------------ | ----------- | ------------- | ------------- | ------------- | ------------- | ------------- | ------------- | ------------- | ------------- | ---- |
| Jungen       |             |               |               |               |               |               |               |               |               |      |
| Kim Min-jun  | Einzel      | –             | –             | –             | –             | –             | –             | 1:32:33,23 h  | 23            | 23   |
| Kim Min-jun  | Sprint      | 4:29,97 min   | 24            | 4:41,24 min   | 6             | ausgeschieden | ausgeschieden | ausgeschieden | ausgeschieden | 24   |
| Mädchen      |             |               |               |               |               |               |               |               |               |      |
| Lim Hyo-shin | Einzel      | –             | –             | –             | –             | –             | –             | DNF           | DNF           | DNF  |
| Lim Hyo-shin | Sprint      | DNS           | DNS           | DNS           | DNS           | DNS           | DNS           | DNS           | DNS           | DNS  |

### Skilanglauf
| Athleten      | Wettbewerbe     | Qualifikation | Qualifikation | Viertelfinale | Viertelfinale | Halbfinale    | Halbfinale    | Finale        | Finale        | Rang |
| Athleten      | Wettbewerbe     | Zeit          | Rang          | Zeit          | Rang          | Zeit          | Rang          | Zeit          | Rang          | Rang |
| ------------- | --------------- | ------------- | ------------- | ------------- | ------------- | ------------- | ------------- | ------------- | ------------- | ---- |
| Jungen        |                 |               |               |               |               |               |               |               |               |      |
| Jeon Sung-min | 10 km klassisch | –             | –             | –             | –             | –             | –             | 30:15,4 min   | 40            | 40   |
| Jeon Sung-min | Sprint Freistil | 3:41,88 min   | 58            | ausgeschieden | ausgeschieden | ausgeschieden | ausgeschieden | ausgeschieden | ausgeschieden | 58   |
| Jeon Sung-min | Langlauf-Cross  | 4:50,54 min   | 54            | –             | –             | ausgeschieden | ausgeschieden | ausgeschieden | ausgeschieden | 54   |
| Lee Jin-bok   | 10 km klassisch | –             | –             | –             | –             | –             | –             | 28:38,2 min   | 21            | 21   |
| Lee Jin-bok   | Sprint Freistil | 3:31,58 min   | 42            | ausgeschieden | ausgeschieden | ausgeschieden | ausgeschieden | ausgeschieden | ausgeschieden | 42   |
| Lee Jin-bok   | Langlauf-Cross  | 4:41,09 min   | 41            | –             | –             | ausgeschieden | ausgeschieden | ausgeschieden | ausgeschieden | 41   |
| Mädchen       |                 |               |               |               |               |               |               |               |               |      |
| Jeon Jae-eun  | 5 km klassisch  | –             | –             | –             | –             | –             | –             | 18:07,6 min   | 60            | 60   |
| Jeon Jae-eun  | Sprint Freistil | 3:35,76 min   | 73            | ausgeschieden | ausgeschieden | ausgeschieden | ausgeschieden | ausgeschieden | ausgeschieden | 73   |
| Jeon Jae-eun  | Langlauf-Cross  | 6:25,46 min   | 67            | –             | –             | ausgeschieden | ausgeschieden | ausgeschieden | ausgeschieden | 67   |
| Maria Jeong   | 5 km klassisch  | –             | –             | –             | –             | –             | –             | 18:11,0 min   | 62            | 62   |
| Maria Jeong   | Sprint Freistil | 3:24,25 min   | 64            | ausgeschieden | ausgeschieden | ausgeschieden | ausgeschieden | ausgeschieden | ausgeschieden | 64   |
| Maria Jeong   | Langlauf-Cross  | 6:22,69 min   | 66            | –             | –             | ausgeschieden | ausgeschieden | ausgeschieden | ausgeschieden | 66   |

### Snowboard
| Athleten     | Wettbewerbe | Qualifikation | Qualifikation | Finale        | Finale        | Rang |
| Athleten     | Wettbewerbe | Punkte        | Rang          | Punkte        | Rang          | Rang |
| ------------ | ----------- | ------------- | ------------- | ------------- | ------------- | ---- |
| Jungen       |             |               |               |               |               |      |
| Lee Hyun-jun | Halfpipe    | 82,00         | 6             | 77,00         | 4             | 4    |
| Lee Joon-sik | Halfpipe    | 27,00         | 17            | ausgeschieden | ausgeschieden | 17   |
| Mädchen      |             |               |               |               |               |      |
| Lee Na-yoon  | Halfpipe    | 48,33         | 8             | 39,66         | 7             | 7    |

| Athleten     | Wettbewerbe    | Qualifikation | Halbfinale    | Finale        | Rang |
| Athleten     | Wettbewerbe    | Rang          | Rang          | Rang          | Rang |
| ------------ | -------------- | ------------- | ------------- | ------------- | ---- |
| Jungen       |                |               |               |               |      |
| Seo Gy-yeong | Snowboardcross | 13            | ausgeschieden | ausgeschieden | 25   |